# Giro delle Fiandre 1991
Il Giro delle Fiandre 1991, settantacinquesima edizione della corsa e valida come secondo evento della Coppa del mondo di ciclismo su strada 1991, fu disputato il 7 aprile 1991, per un percorso totale di 261 km. Fu vinto dal belga Edwig Van Hooydonck, al traguardo con il tempo di 7h02'00" alla media di 36,682 km/h.
Partenza a Sint-Niklaas con 199 ciclisti di cui 80 portarono a termine il percorso.

## Ordine d'arrivo (Top 10)
| Pos. | Corridore           | Squadra   | Tempo    |
| ---- | ------------------- | --------- | -------- |
| 1    | Edwig Van Hooydonck | Buckler   | 7h02'00" |
| 2    | Johan Museeuw       | Lotto     | a 45"    |
| 3    | Rolf Sörensen       | Ariostea  | s.t.     |
| 4    | Rolf Gölz           | Ariostea  | s.t.     |
| 5    | Frans Maassen       | Buckler   | a 1'43"  |
| 6    | Marc Madiot         | R.M.O.    | a 1'48"  |
| 7    | Jesper Skibby       | TVM-Sanyo | s.t.     |
| 8    | Franco Ballerini    | Del Tongo | s.t.     |
| 9    | Laurent Jalabert    | Toshiba   | s.t.     |
| 10   | Marc Sergeant       | Panasonic | s.t.     |